# Раствор

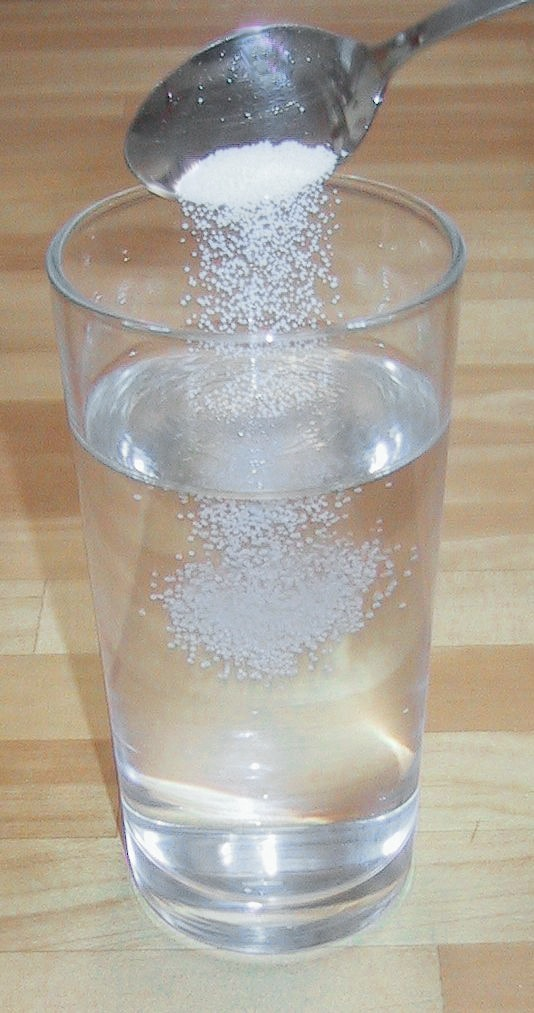
Растворение поваренной соли (NaCl) в воде

Вода является хорошим растворителем, поскольку молекулы полярны и способны образовывать водородные связи (1).

Раство́р — однородная (гомогенная) система, в состав которой входят молекулы (атомы, ионы) двух или более типов, причём доля частиц каждого типа может непрерывно меняться в определённых пределах.
От механической смеси раствор отличается однородностью, от химического соединения — непостоянством состава.
Растворитель — компонент, агрегатное состояние которого не изменяется при образовании раствора, а при одинаковом агрегатном состоянии компонентов находится в избытке.
В зависимости от агрегатного состояния раствор может быть газовым (то же, что смесь газов), жидким или твёрдым. Обычно, говоря о растворе, имеют в виду жидкий раствор.
Образование того или иного типа раствора обусловливается интенсивностью межмолекулярного, межатомного, межионного или другого вида взаимодействия, то есть теми же силами, которые определяют возникновение того или иного агрегатного состояния. Отличия: образование раствора зависит от характера и интенсивности взаимодействия частиц разных веществ.
По сравнению с индивидуальными веществами по структуре растворы сложнее.
Также существуют молекулярные растворы (неэлектролитов) и растворы электролитов.
По содержанию процентной концентрации различают разбавленные (с небольшим содержанием) и концентрированные растворы (с большим содержанием растворенного вещества). Это одни из основных видов растворов по содержанию концентрированного вещества.
Химическое взаимодействие растворенного вещества с растворителем в некоторых случаях приводит к диссоциации. Частицы (как ионы, образовавшиеся в результате диссоциации, так и недиссоциированные молекулы) часто взаимодействуют с растворителем, с образованием структур, которые называются сольватами (гидратами, если речь о водных растворах). Этот процесс называют сольватацией (гидратацией). Гидратную теорию растворов предложил русский учёный Д. И. Менделеев.

## Твёрдые, жидкие, газообразные растворы
Чаще всего под раствором подразумевается жидкое вещество, например, раствор соли или спирта в воде (или даже раствор золота в ртути — амальгама).
Существуют также растворы газов в жидкостях, газов в газах и жидкостей в жидкостях, в последнем случае растворителем считается вода, или же компонент, которого больше.
В химической практике обычно под растворами понимают гомогенные системы, растворитель может быть жидким (водный раствор), твёрдым (твёрдый раствор), газообразным. Однако нередко допускается и гетерогенность — см. «Золи».

## Истинные и коллоидные растворы
Коллоидные и истинные/молекулярные растворы (изучением коллоидных систем занимается коллоидная химия) отличаются главным образом размерами частиц.
В истинных растворах размер частиц менее 1 нм, частицы в таких растворах невозможно обнаружить оптическими методами; в то время как в коллоидных растворах размер частиц 1 нм — 100 нм, частицы в таких растворах можно обнаружить при помощи ультрамикроскопа (см. эффект Тиндаля).

## Растворение
Растворение — физико-химический процесс, где происходит взаимодействие между частицами, образующими раствор. Происходит в результате взаимодействия атомов (молекул) растворителя и растворённого вещества и сопровождается увеличением энтропии при растворении твёрдых веществ и её уменьшением при растворении газов. При растворении межфазная граница исчезает, при этом многие физические свойства раствора (например, плотность, вязкость, иногда — цвет, и другие) меняются.
В случае химического взаимодействия растворителя и растворённого вещества сильно меняются и химические свойства — например, при растворении газа хлороводорода в воде образуется жидкая соляная кислота.
При растворении кристаллических веществ, растворимость которых увеличивается с увеличением температуры, происходит охлаждение раствора ввиду того, что у раствора внутренняя энергия больше, чем у кристаллического вещества и растворителя, взятых отдельно. Например, кипяток, в котором растворяют сахар, сильно охлаждается.

## Стадии растворения кристаллических веществ в воде
1. Разрушение кристаллической решетки (физическая сторона процесса). Происходит с поглощением теплоты, то есть ΔН1>0;
2. Взаимодействие частиц вещества с молекулами воды (химическая сторона процесса). Происходит с выделением теплоты, то есть ΔН2<0;
3. Суммарный тепловой эффект: ΔН = ΔН1 + ΔН2.

## Растворы электролитов и неэлектролитов
Электролиты — вещества, проводящие в расплавах или водных растворах электрический ток. В расплавах или водных растворах они диссоциируют на ионы.
Неэлектролиты — вещества, водные растворы и расплавы которых не проводят электрический ток, так как их молекулы не диссоциируют на ионы.
Электролиты при растворении в подходящих растворителях (вода, другие полярные растворители) диссоциируют на ионы. Сильное физико-химическое взаимодействие при растворении приводит к сильному изменению свойств раствора (химическая теория растворов).
Вещества, которые в тех же условиях на ионы не распадаются и электрический ток не проводят, называются неэлектролитами.
К электролитам относятся кислоты, основания и почти все соли, к неэлектролитам — большинство органических соединений, а также вещества, в молекулах которых имеются только ковалентные неполярные или малополярные связи.

## Растворы полимеров
Растворы высокомолекулярных веществ ВМС — белков, углеводов и др. обладают одновременно многими свойствами истинных и коллоидных растворов.

## Концентрация растворов
В зависимости от цели для описания концентрации растворов используются разные физические величины.
- Ненасыщенный раствор — раствор, в котором концентрация растворённого вещества меньше, чем в насыщенном растворе, и в котором при данных условиях можно растворить ещё некоторое его количество.
- Насыщенный раствор — раствор, в котором растворённое вещество при данных условиях достигло максимальной концентрации и больше не растворяется. Осадок данного вещества находится в равновесном состоянии с веществом в растворе.
- Пересыщенный раствор (изредка используется термин перенасыщенный) — раствор, содержащий при данных условиях больше растворённого вещества, чем в насыщенном растворе. Пересыщенные растворы неустойчивы, избыток вещества легко выпадает в осадок. Такой раствор нельзя получить путём растворения в нормальных условиях, обычно пересыщенный раствор получают охлаждением раствора, насыщенного при более высокой температуре (пересыщение).
- Концентрированный раствор — раствор с высоким содержанием растворённого вещества в противоположность разбавленному раствору, содержащему малое количество растворённого вещества. Деление растворов на концентрированные и разбавленные не связано с делением на насыщенные и ненасыщенные. Так насыщенный 0,0000134М раствор хлорида серебра является очень разбавленным, а 4М раствор бромида калия, будучи очень концентрированным, не является насыщенным.
- Разбавленный раствор — раствор с низким содержанием растворённого вещества. Отметим, что не всегда разбавленный раствор является ненасыщенным — например, насыщенный 0,0000134М раствор практически нерастворимого хлорида серебра является очень разбавленным. Граница между разбавленным и концентрированным растворами весьма условна.

## Способы выражения состава растворов
Состав раствора количественно характеризуется множеством показателей. Вот некоторые из наиболее важных:
- Концентрации (размерные величины): 1. Молярная концентрация (молярность) — это количество молей растворённого вещества в литре раствора. [моль/л] 2. Массовая концентрация — это масса растворённого вещества в литре раствора. [г/л] 3. Моляльная концентрация (моляльность) — это количество молей растворённого вещества в 1000 граммах растворителя. [моль/1000 г. растворителя] 4. Нормальная концентрация (нормальность) — это количество молей химического эквивалента растворённого вещества в литре раствора. [моль-экв/л]

- Доли (безразмерные величины): 1. Мольная доля — это отношение числа молей растворённого компонента к общему числу молей раствора. 2. Массовая доля — это отношение массы растворённого компонента к общей массе раствора. 3. Объёмная доля (для смесей газов и растворов жидкостей) — это отношение объёма растворённого компонента к сумме объёмов растворителя и растворённого вещества до начала процесса растворения.
- Доли также могут быть выражены и в процентах: Процентная концентрация — это масса растворённого вещества к 100 граммам раствора.